# Tambowka (obwód astrachański)
Tambowka (ros. Тамбовка) – wieś w Rosji, w obwodzie astrachańskim, w rejonie charabalińskim. W 2010 liczyła 2431 mieszkańców.